# Giovanni Francesco Pivati
Giovanni Francesco Pivati (Padova, 1689 – Venezia, 1764) è stato uno scrittore italiano. Noto per aver composto il Nuovo dizionario e scientifico sacro-profano.

## Biografia
Giovanni Francesco Pivati fu letterato e cultore delle scienze naturali. Ricevette la nomina a soprintendente alle stampe nel 1733 dai Riformatori dello Studio di Padova.

## Opere
- Nuovo dizionario scientifico e curioso sacro-profano, Benedetto Milocco, 1746.
- Riflessioni fisiche sopra la medicina elettrica, Benedetto Milocco, 1749[3]